# Obserwatorium Paryskie
Obserwatorium Paryskie (fr. Observatoire de Paris albo Observatoire de Paris-Meudon) – obserwatorium astronomiczne we Francji i jeden z największych astronomicznych ośrodków na świecie.
Administracyjnie jest to grand établissement („znakomita firma”) pod opieką ministerstwa, kształcąca studentów z wyższym wykształceniem, ze statusem zamkniętego publicznego uniwersytetu. Jego misje obejmują:
- badania astronomiczne i astrofizyczne
- edukację (cztery programy magisterskie, doktor filozofii nauki)
- popularyzację nauki.

Obserwatorium jest siedzibą słonecznego obserwatorium przy Meudon i radioastronomicznego obserwatorium przy Nançay. W latach 1913–1987 było siedzibą Międzynarodowego Biura Czasu.

## Historia
Podstawowe fundamenty obserwatorium zapoczątkował Jean-Baptiste Colbert, który chciał poszerzać morską potęgę Francji i handel międzynarodowy w XVII wieku. Ludwik XIV był promotorem uruchomienia budowy, która zaczęła się w 1667 a zakończyła się w 1671. Architektem był prawdopodobnie Claude Perrault, którego brat, Charles, był sekretarzem Colberta i kierownikiem robót publicznych. Optyczne przyrządy zostały zapewnione przez Giuseppe Campaniego. Budynki zostały rozbudowane w 1730, 1810, 1834, 1850 i 1951. Ostatnim powiększeniem był pokój południkowy zaprojektowany przez Jeana Prouvé. W 1863 obserwatorium wydało pierwszą współczesną mapę pogodową.

## Dyrektorzy
- Giovanni Cassini (1671-1712) (początkowo stanowisko zaproponowano Janowi Heweliuszowi, który odmówił)
- Jacques Cassini (1712-1756)
- César François Cassini de Thury (1756-1784)
- Jean-Dominique Cassini (1784-1793)
- Jean Pemy Villeneuve, p.o. dyrektora (1793-ok. 1794)
- Nicolas-Antoine Nouet, p.o. dyrektora (ok. 1794-1795)
- Jérôme Lalande (1795-1800)
- Pierre Méchain (1800-1804)
- Jean Baptiste Joseph Delambre (1804-1822)
- Alexis Bouvard (1822-1843)
- François Arago (1843-1853)
- Urbain Le Verrier (1854-1870)
- Charles-Eugène Delaunay (1870-1873)
- Urbain Le Verrier (1873-1877)
- Amédée Mouchez (1878-1892)
- Félix Tisserand (1892-1896)
- Maurice Loewy (1896-1907)
- Benjamin Baillaud (1908-1926)
- Henri-Alexandre Deslandres (1926-1929)
- Ernest Esclangon (1929-1944)
- André Danjon (1945-1963)
- Jean-François Denisse (1963-1967)
- Jean Delhaye (1967-1971)
- Raymond Michard (1971-1976)
- Jacques Boulon (1976-1981)
- Pierre Charvin (1981-1991)
- Michel Combes (1991-1999)
- Pierre Couturier (1999-2003)
- Daniel Egret (2003-2011)
- Claude Catala (2011-)